# 290001 Uebersax
290001 Uebersax este un asteroid din centura principală de asteroizi.

## Descriere
290001 Uebersax este un asteroid din centura principală de asteroizi. A fost descoperit pe 10 august 2005 la Vicques de Michel Ory. Asteroidul prezintă o orbită caracterizată de o semiaxă mare de 3,04 ua, o excentricitate de 0,23 și o înclinație de 17,4° în raport cu ecliptica.